# Bakhshî
Pour les articles homonymes, voir Bakhshi.
Le bakhshî (persan : بخشی ; turc : bagşy) est un type de musique poétique des Turkmènes des provinces de Mazandaran[réf. nécessaire] et Khorassan au Nord de l'Iran, ainsi qu'au Turkménistan, en Ouzbékistan et en Afghanistan. Dont les poètes peuvent chanter a cappella ou bien en s'accompagnent de la vièle geychak ou du luth dotâr. Cette tradition est fortement liée à la musique achik des peuples turcs.
Le bakhshi-bâzi, comme le parikhâni, sont considérés comme des musiques ayant des vertus thérapeutiques. Dans les temps anciens, chez les Turkmènes d'Afghanistan, d'Iran et du Pakistan, où les malades sont vus atteints par des forces occultes et esprits malins, les faisant sombrer dans la détresse la plus extrême. Le porkhân, sorcier-guérisseur, chante l'éloge des fées en s'accompagnant de sâz, târ et dotâr, et en dansant, en même temps que le malade, jusqu'à devenir por (plein).

## Musique des Bakhshis du nord du Khorassan
La musique des Bakhshis du nord du Khorassan (en persan : موسیقی بخشی‌های شمال خراسان) est un patrimoine immatériel de l’humanité, enraciné dans la région du Khorassan septentrional, au nord-est de l’Iran. Cette musique traditionnelle, transmise oralement de génération en génération par les différentes communautés ethniques de la région, a été inscrite au patrimoine culturel immatériel de l'Iran le 25 novembre. Elle est caractérisée par une grande diversité stylistique due à la coexistence des cultures kurde, turque et turkmène dans cette zone frontalière.
Les Bakhshis sont des conteurs-musiciens, célèbres pour leur maîtrise du dotâr, un luth traditionnel à deux cordes. Ils interprètent des récits épiques, mystiques ou romantiques en langue kurde, turque, turkmène ou dans divers dialectes persans locaux. Ces performances ne sont pas limitées à des contextes rituels précis : elles animent aussi bien les fêtes que les cérémonies de deuil, incarnant ainsi une présence centrale dans la vie sociale.
Les principales villes où l’on trouve cette tradition sont Bojnourd, Shirvân, Esfarâyen, Quchân et Dargaz, ainsi que les zones turkmènes comme Jargalân. Cette musique diffère de celle de l’est et du sud du Khorassan par ses spécificités kurdes et turques.

### Statut et rôle du Bakhshi
Dans la culture populaire locale, être Bakhshi ne se réduit pas à savoir jouer du dotâr. Ce titre est réservé à ceux qui ont reçu un don divin : il implique des qualités morales élevées, un charisme particulier, et la capacité de narrer des histoires porteuses de sagesse. Le Bakhshi est à la fois poète, chanteur, instrumentiste et narrateur.
Les musiciens traditionnels du nord du Khorassan sont divisés en deux groupes principaux : les Ashiqs (souvent kurmanj, spécialisés dans la musique et la danse, utilisant le sorna, le ney, le tambourin ou le kamancheh) et les Bakhshis (surtout turcs et kurdes, dotaristes et conteurs).
Les Bakhshis du nord du Khorassan partagent de nombreux éléments communs avec ceux du Turkménistan voisin : similitudes dans les récits, la construction et la technique de jeu du dotâr, qui diffère nettement de celle du dotâr oriental du Khorassan.
La récitation chantée de récits constitue l’essence de cette tradition musicale. Les chants s’articulent autour de thèmes épiques, historiques, religieux et amoureux, et sont accompagnés par une mélodie jouée au dotâr.

## Instruments de musique traditionnels
Voici les principaux instruments utilisés dans la musique traditionnelle du nord du Khorassan :
- Qushmeh : double flûte faite d’os d’oiseau (souvent de l’aigle noir), percée de sept trous sur chaque tube. C’est l’instrument le plus emblématique de la culture kurmanj, souvent accompagné par un tambour ou un daf.
- Kamancheh : instrument à archet, utilisé aussi bien pour les fêtes que pour les funérailles. Il est joué en duo avec le dohol (grand tambour).
- Flûte pastorale : utilisée par les bergers pour calmer les troupeaux et les guider.
- Sorna : instrument à anche double partagé avec d’autres régions iraniennes, mais dont l’usage prend une intensité unique lors des combats traditionnels de lutte kurde (chopeh-poush).
- Dotâr : le plus populaire et le plus complexe des instruments. Composé de deux cordes et d’une caisse de résonance en bois de mûrier, avec un manche en bois d’abricotier. Il accompagne les récits d’héroïsme et de résistance contre l’oppression.

## Répertoire musical
Le répertoire musical des Kurmanjs du Khorassan septentrional se compose de plusieurs catégories principales :

### 1. Chants épiques et héroïques
Incluent des compositions telles que :
- Sardâr Eyvaz Khan
- Jejo Khan
- Dordi Khan
- Ishân Banu Gol Sharvâni
- Gol Sharvâni
- Chant de Ja’far Qoli

### 2. Chants de fête (bazi-ha-ye bazm)
Accompagnent les danses rituelles comme :
- Yek qarseh, do qarseh, lari-lari, beshkan-beshkan, chap-o-rasteh, shesh qarseh sharangi et le samâ’ amoureux.

### 3. Chants de deuil
Interprétés lors de funérailles ou au cimetière, avec des mélodies très poignantes comme :
- Lou
- Hara’i
- Zaranji
- Sakineh
- Allah Mazâr

### Reconnaissance et préservation
Grâce aux efforts des autorités culturelles et des artistes locaux, la musique des Bakhshis du nord du Khorassan a été reconnue comme un patrimoine immatériel mondial. Elle constitue aujourd’hui l’un des symboles majeurs de la diversité culturelle et du syncrétisme musical iranien.

## Inscription au patrimoine mondial de l'UNESCO
La musique des Bakhshis du nord du Khorassan a été inscrite en 2010 (5.COM) sur la Liste représentative du patrimoine culturel immatériel de l’humanité par l'UNESCO.
Dans la province iranienne du Khorassan, les Bakhshis sont réputés pour leur maîtrise du dotâr, un luth traditionnel à long manche muni de deux cordes. Ces artistes interprètent des poèmes et des récits épiques à caractère mythologique, historique, religieux ou mystique. Leur répertoire musical, appelé maghami, comprend des pièces vocales et instrumentales exécutées dans différentes langues locales telles que le turc, le kurde, le turkmène et le persan.
Le Navāyī est l’un des maghams les plus couramment interprétés. Il se distingue par sa grande variété, son caractère essentiellement vocal, son absence de rythme marqué et l’usage de poèmes mystiques. D’autres maghams notables incluent les maghams turcs Tajnīs et Gerāyelī, les compositions religieuses comme Shākhatāyī, ainsi que le Loy, un ancien magham romantique spécifique aux Kurdes kurmanj du nord du Khorassan.
Selon la tradition musicale des Bakhshis, l’une des cordes du dotâr est considérée comme « mâle » (restant ouverte), tandis que l’autre est « femelle » et sert à jouer la mélodie principale. La transmission de cette musique s’effectue soit par enseignement traditionnel – de maître à disciple, généralement au sein du cercle familial ou communautaire –, soit à travers des méthodes modernes, ouvertes à des élèves des deux sexes issus de divers horizons.
La musique des Bakhshis ne se limite pas à une simple expression artistique : elle joue un rôle fondamental dans la transmission de l’histoire, des valeurs culturelles, religieuses et éthiques. À ce titre, les Bakhshis sont non seulement des conteurs et musiciens, mais aussi des médiateurs sociaux, guérisseurs et gardiens de la mémoire culturelle de leur communauté.